# Gabriel Norambuena
Gabriel Norambuena, né le 7 mai 2003 à Santiago au Chili, est un footballeur chilien. Il joue au poste d'ailier gauche à l'Unión Española.

## Biographie

### En club
Né à Santiago au Chili, Gabriel Norambuena est formé par l'Unión Española. C'est avec ce club qu'il débute en professionnel. Il joue son premier match le 15 février 2021, lors d'une rencontre de championnat face au CD Cobresal. Ce jour-là, il entre en jeu à la place de Felipe Fritz (en) et son équipe s'incline par quatre buts à un,.
Le 27 octobre 2021, Norambuena signe son premier contrat professionnel avec l'Unión Española. Il est alors lié au club jusqu'en 2024,.

### En sélection
Gabriel Norambuena représente l'équipe du Chili des moins de 20 ans. Il joue son premier match avec cette sélection le 12 juillet 2022 contre le Pérou. Il est titularisé et son équipe s'impose par deux buts à un. Norambuena inscrit ses deux premiers buts avec cette sélection le 17 novembre 2022 contre le Brésil. Il contribue ainsi à la victoire de son équipe (3-0 score final),. Il s'impose comme l'un des principaux atouts offensifs de la sélection.

## Vie privée
Gabriel Norambuena est issu d'une famille d'amoureux du football, son grand-père, ses oncles, ses frères y ont tous joué et sa mère est également sportive. Il prend pour modèle l'international gallois Gareth Bale.